# Bestuurlijke indeling van Litouwen

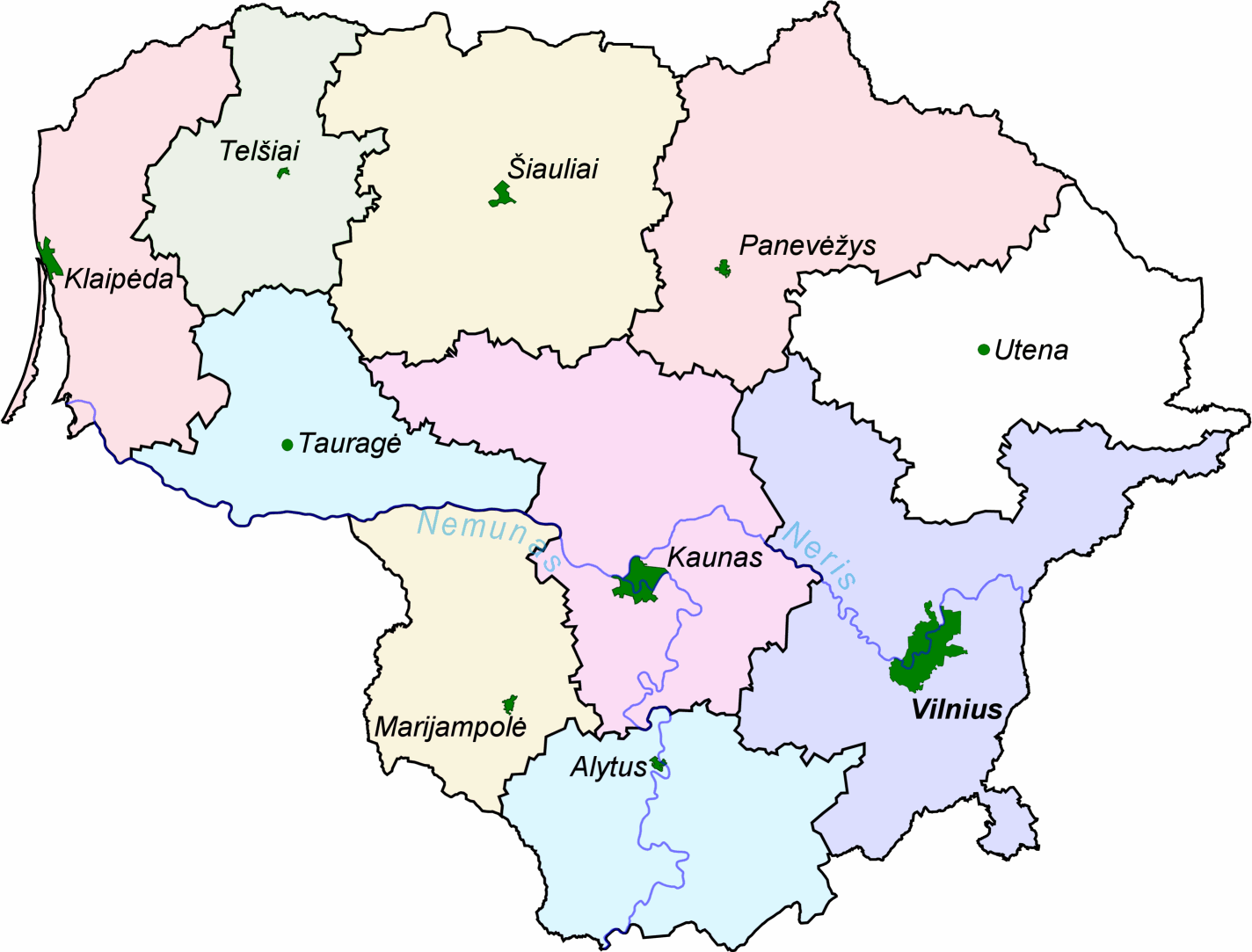
Districten in Litouwen

Litouwen is verdeeld in tien districten (apskritys, enkelvoud: apskritis), die zijn vernoemd naar hun hoofdstad.
Deze districten zijn weer onderverdeeld in 60 gemeentes, waarvan 43 gemeentes die gevormd zijn uit voormalige districten ten tijde van de Sovjet-Unie, 9 nieuwe gemeentes die niet uit oude districten zijn gevormd en 8 stedelijke gemeentes. De gemeentes bestaan weer uit meer dan 500 Seniūnijas, die zaken op dorps- en wijkniveau regelen.

## Districten
De districten zijn (met tussen haakjes de hoofdstad):
- Alytus (Alytus)
- Kaunas (Kaunas)
- Klaipėda (Klaipėda)
- Marijampolė (Marijampolė)
- Panevėžys (Panevėžys)
- Šiauliai (Šiauliai)
- Tauragė (Tauragė)
- Telšiai (Telšiai)
- Utena (Utena)
- Vilnius (Vilnius)

## Gemeenten
De Litouwse gemeente (Litouws: savivaldybė, meervoud: savivaldybės) is de tweede bestuurslaag van Litouwen, onder de tien districten van Litouwen. Er zijn in totaal 60 gemeenten.

## Kaart
Deze kaart toont zowel de districten als de gemeenten. Twee gemeenten en acht stadsgemeenten zijn weergegeven met een nummer:
| 1 - Vilnius 2 - Kaunas 3 - Klaipėda | 4 - Panevėžys 5 - Šiauliai 6 - Alytus | 7 - Birštonas 8 - Palanga 9 - Visaginas 10 - Neringa |